# Canal 6 (San Rafael)
El Canal 6 de San Rafael, más conocido como Canal Seis Telesur, es un canal de televisión abierta argentino afiliado a América TV que transmite desde la ciudad de San Rafael. El canal se llega a ver en el sur de la Provincia de Mendoza a través de repetidoras. Es operado por el Grupo Álvarez y por José Luis Manzano.

## Historia
El 10 de octubre de 1963, mediante el Decreto 9066, el Poder Ejecutivo Nacional adjudicó al empresario Pedro Espasandín Rial una licencia para explotar la frecuencia del Canal 6 de la ciudad de San Rafael, provincia de Mendoza. El 9 de diciembre, con la publicación del Decreto 1333, el Poder Ejecutivo revocó por ilegítima declarándose anulada la adjudicación de permiso establecido del Decreto 9066/63.
La licencia inició sus transmisiones regulares el 19 de abril de 1964 como LV 84 TV Canal 6 de San Rafael. La emisora fue fundada por los hermanos Andrés y Roberto Espasandín. En un principio, los hermanos iban a instalar la emisora en la ciudad de Mendoza, sin embargo por pedido de Pedro (abuelo de Andrés y Roberto, quien apoyó financieramente el proyecto) decidieron instalarla en esa ciudad.
En el año 1974, durante la presidencia de Isabel Perón, el Canal 6 fue estatizado.
El Comité Federal de Radiodifusión, mediante el Decreto 641 del 16 de marzo de 1979 y mediante la Resolución 269 del 5 de mayo de 1981, llamó a concurso para la adjudicación de la licencia de Canal 6. El 1° de diciembre de 1982, mediante el Decreto 1376, el Estado Nacional adjudicó la licencia a TV Rio Diamante.
En 1983, los Espasandín recuperaron la licencia, sin embargo tuvieron que pagar los equipos de televisión a color que incorporó el Estado en el canal.
En 1994, el canal fue vendido a una sociedad operada por los dueños de los canales 7 y 9 de Mendoza (quienes también operaban la emisora de radio LV10 de la capital mendocina). Al poco tiempo, la sociedad se dividió, los dueños del 7 se quedaron con Canal 6 y los del 9 se hicieron cargo de LV10.
En septiembre de 1997, el Grupo UNO (hoy Grupo América) adquirió 3 canales de televisión por aire (entre ellos, Canal 6).
En marzo de 1999, mediante la Resolución 4098, la Secretaría de Comunicaciones autorizó a Canal 6 a realizar pruebas en la Televisión Digital Terrestre bajo la normativa ATSC (normativa que fue dispuesta mediante la Resolución 2357 de 1998). Para ello se le asignó el Canal 4 en la banda de VHF.
El 9 de diciembre de 1999, el Comité Federal de Radiodifusión, mediante la Resolución 1323, autorizó a instalar una repetidora del canal en la cima del Cerro Arco, asignándole el canal 11 en la banda de UHF; sin embargo, el 18 de marzo de 2005 (a través de la Resolución 190), revocó la Resolución 1323/99 del permiso de construcción.
El 30 de noviembre de 2012, el Grupo UNO presentó su plan de adecuación voluntaria ante la Autoridad Federal de Servicios de Comunicación Audiovisual con el fin de adecuarse a la Ley de Servicios de Comunicación Audiovisual, donde propuso, entre otras, vender el Canal 6, el Canal 10 de Junín, 6 radios, 8 licencias de TV cable y 3 registros de señales. El plan fue aprobado el 17 de febrero de 2014, quedando las 16 licencias y los 3 registros de señales en venta. El 29 de diciembre de 2015, mediante el Decreto 267/2015 (publicado el 4 de enero de 2016), se realizaron cambios a varios artículos de la ley. Los cambios en la ley generaron que ya no era necesario que el Grupo UNO se adecuara a la Ley. El 2 de febrero, el Ente Nacional de Comunicaciones (sucesora de la AFSCA) decidió archivar todos los planes de adecuación (incluyendo el del Grupo UNO); como consecuencia de esto, el Grupo UNO ya no tiene obligación de vender ninguna de sus licencias.
En marzo de 2013 se dio a conocer que el Grupo UNO, como parte de su proceso de adecuación, vendió el Canal 6 al empresario Gustavo Mátar por aproximadamente $16 millones. Sin embargo el 31 de julio de ese mismo año, se dio a conocer que el grupo UNO suspendió la venta del canal a Mátar (en ese entonces imputado por defraudación al Estado) por incumplimiento del contrato.
El 31 de marzo de 2015, la Autoridad Federal de Servicios de Comunicación Audiovisual, mediante la Resolución 236, le asignó a Canal 6 el Canal 20.1 para emitir de forma regular (en formato HD) en la Televisión Digital Terrestre.
El 1 de febrero de 2020, se dio a conocer oficialmente que Canal 6 dejó de formar parte del Grupo América y que pasó a ser controlado por el Grupo Álvarez (del empresario Omar Álvarez) y por José Luis Manzano (uno de los accionistas del Grupo América). Ese mismo día, también se habían inaugurado las nuevas instalaciones del Canal.

## Programación
Actualmente, parte de la programación del canal consiste en retransmitir parte de los contenidos del Canal 2 de La Plata (América TV).
La señal también posee programación local, entre los que se destacan Noticiero 6 (que es el servicio informativo del canal) y Azúcar, Pimienta y Sal (programa de cocina). El canal también emite contenidos producidos para el Canal 7 de Mendoza, entre los que se destacan los ganadores al  premio Martín Fierro Federal Vinos y Placeres (programa sobre vinos, ganador en el rubro Mejor Programa Agropecuario) y Brava en el 7 (ganador en la categoría Mejor Programa Musical).
A inicios de 2018, Canal 6, al igual que sus canales hermanos del Cuyo, dejó de emitir la programación de El Trece, reemplazando su contenido por programas de su entonces hermana porteña América TV. A abril de 2018, la programación de El Trece había vuelto al Canal 6.

## Noticiero 6
Es el servicio informativo del canal con principal enfoque en las noticias locales, nacionales e internacionales. Actualmente, posee dos ediciones que se emiten de lunes a viernes (a las 13:00 y a las 20:00).

## Repetidoras
Canal 6 cuenta con 3 repetidoras en la Provincia de Mendoza.
| Canal | Localización de la repetidora |
| 8     | Cerro Diamante                |
| 10    | El Nihuil                     |
| 12    | General Alvear                |